# Ancistrinae
Sous-famille
Les Ancistrinae sont une sous-famille de poissons de la famille des Loricariidae. 

## Liste des genres
Selon World Register of Marine Species (28 octobre 2017) :
- genre Acanthicus Agassiz, 1829
- genre Ancistrus Kner, 1854
- genre Baryancistrus Rapp Py-Daniel, 1989
- genre Chaetostoma Tschudi, 1846
- genre Cordylancistrus Isbrücker, 1980
- genre Dekeyseria Rapp Py-Daniel, 1985
- genre Dolichancistrus Isbrücker, 1980
- genre Exastilithoxus Isbrücker & Nijssen, 1979
- genre Guyanancistrus Isbrücker, 2001
- genre Hemiancistrus Bleeker, 1862
- genre Hopliancistrus Isbrücker & Nijssen, 1989
- genre Hypancistrus Isbrücker & Nijssen, 1991
- genre Lasiancistrus Regan, 1904
- genre Leporacanthicus Isbrücker & Nijssen, 1989
- genre Lipopterichthys Norman, 1935
- genre Lithoxancistrus Isbrücker, Nijssen & Cala, 1988
- genre Lithoxus Eigenmann, 1910
- genre Loraxichthys Salcedo, 2013
- genre Megalancistrus Isbrücker, 1980
- genre Micracanthicus Lujan & Armbruster, 2011
- genre Neblinichthys Ferraris, Isbrücker & Nijssen, 1986
- genre Panaqolus Isbrücker & Schraml, 2001
- genre Panaque Eigenmann & Eigenmann, 1889
- genre Parancistrus Bleeker, 1862
- genre Paulasquama Armbruster & Taphorn, 2011
- genre Pseudacanthicus Bleeker, 1862
- genre Pseudancistrus Bleeker, 1862
- genre Pseudolithoxus Isbrücker & Werner, 2001
- genre Scobinancistrus Isbrücker & Nijssen, 1989
- genre Soromonichthys Lujan & Armbruster, 2011
- genre Spectracanthicus Nijssen & Isbrücker, 1987